# Гней Папирий Карбон (консул 85 пр.н.е.)
Вижте пояснителната страница за други личности с името Гней Папирий Карбон.
Гней Папирий Карбон (на латински: Gnaeus Papirius Carbo; * 135 пр.н.е.; † 82 пр.н.е., Лилибеум) e консул на Римската република през 85, 84 и 82 пр.н.е.

## Биография
Произлиза от плебейския клон Карбони на фамилията Папирии. Племенник е на Гай Папирий Карбон (консул 120 пр.н.е.) и внук на Гай Папирий Карбон (претор 168 пр.н.е.).
Той е голям привърженик на Гай Марий и участва в блокадата на Рим през 87 пр.н.е. През 85 пр.н.е. и 84 пр.н.е. той е консул заедно с Луций Корнелий Цина. През 82 пр.н.е. става за трети път консул. Колега му е Гай Марий Младши. След загубите в боевете против привържениците на Сула той напуска Италия и отива в Африка и след това на остров Cossyra (Пантелерия), където е хванат и във вериги заведен при Помпей Велики в Лилибеум (Lilybaeum) и убит.